# Stylus
A Stylus online zenei és filmes webmagazin volt, amely 2002-ben indult. Rendszeresen jelentek meg rajta zenei témájú cikkek, zenei és filmes kritikák, különböző podcastok és blogok. Bár csak viszonylag alacsony olvasottsága volt, mégis több kedvező kritika jelent meg az oldalról az írások jó minősége miatt. 2006-ban az Observer Music Monthly a 25 legfontosabb zenei weboldal közé sorolta.
A magazin 2007. október 31-én megszűnt. Az addig megjelent tartalom azóta is elérhető az interneten, ugyanazon a webcímen, de már nem kerülnek fel új írások.